# Faule
Faule ist eine Gemeinde in der italienischen Provinz Cuneo (CN) in der Region Piemont.

## Lage und Einwohner
Faule liegt rund 50 km nördlich von der Provinzhauptstadt Cuneo entfernt, an der Grenze zur Metropolitanstadt Turin, in einer Ebene zwischen den Flüssen Po und Varaita. Der Ort liegt auf einer Höhe von 246 m über dem Meeresspiegel und hat 490 Einwohner (Stand 31. Dezember 2023). 
Zur Gemeinde zählen auch die Weiler Cascinetta, Motta und Porto. Die Nachbargemeinden sind Casalgrasso, Moretta, Pancalieri, Polonghera und Villafranca Piemonte.

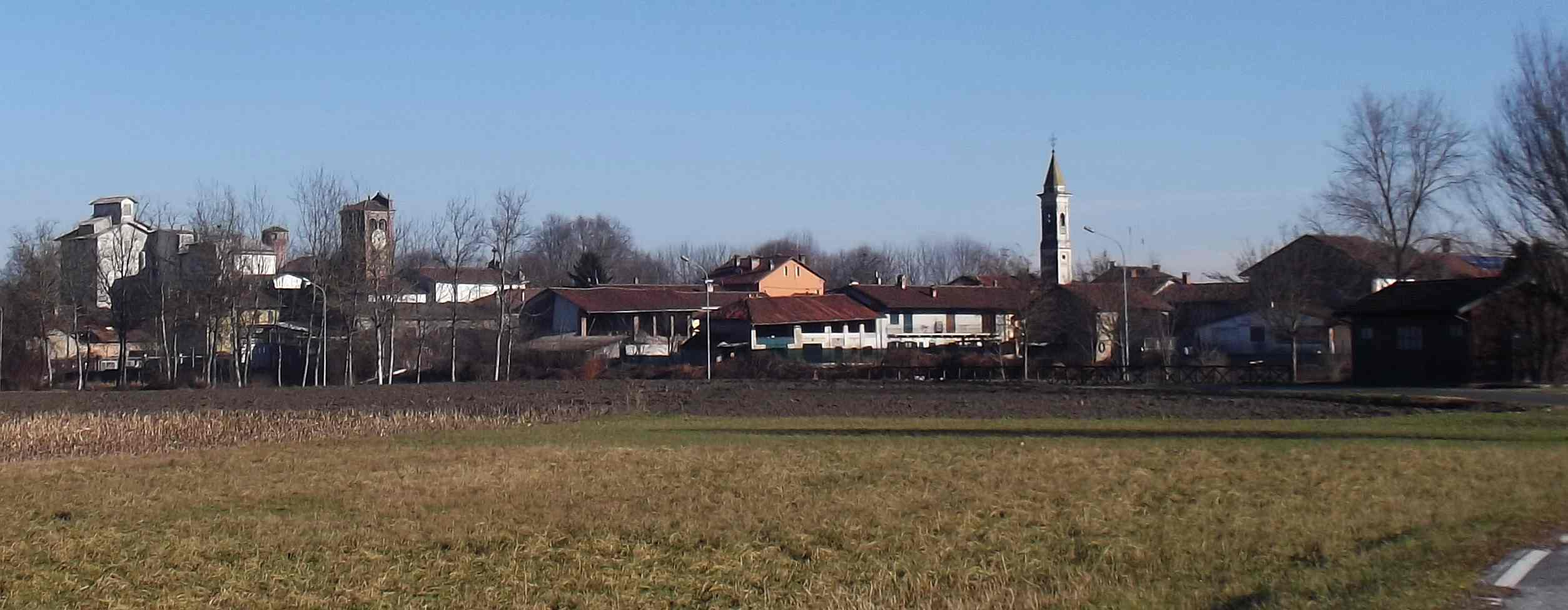
Panorama

## Geschichte

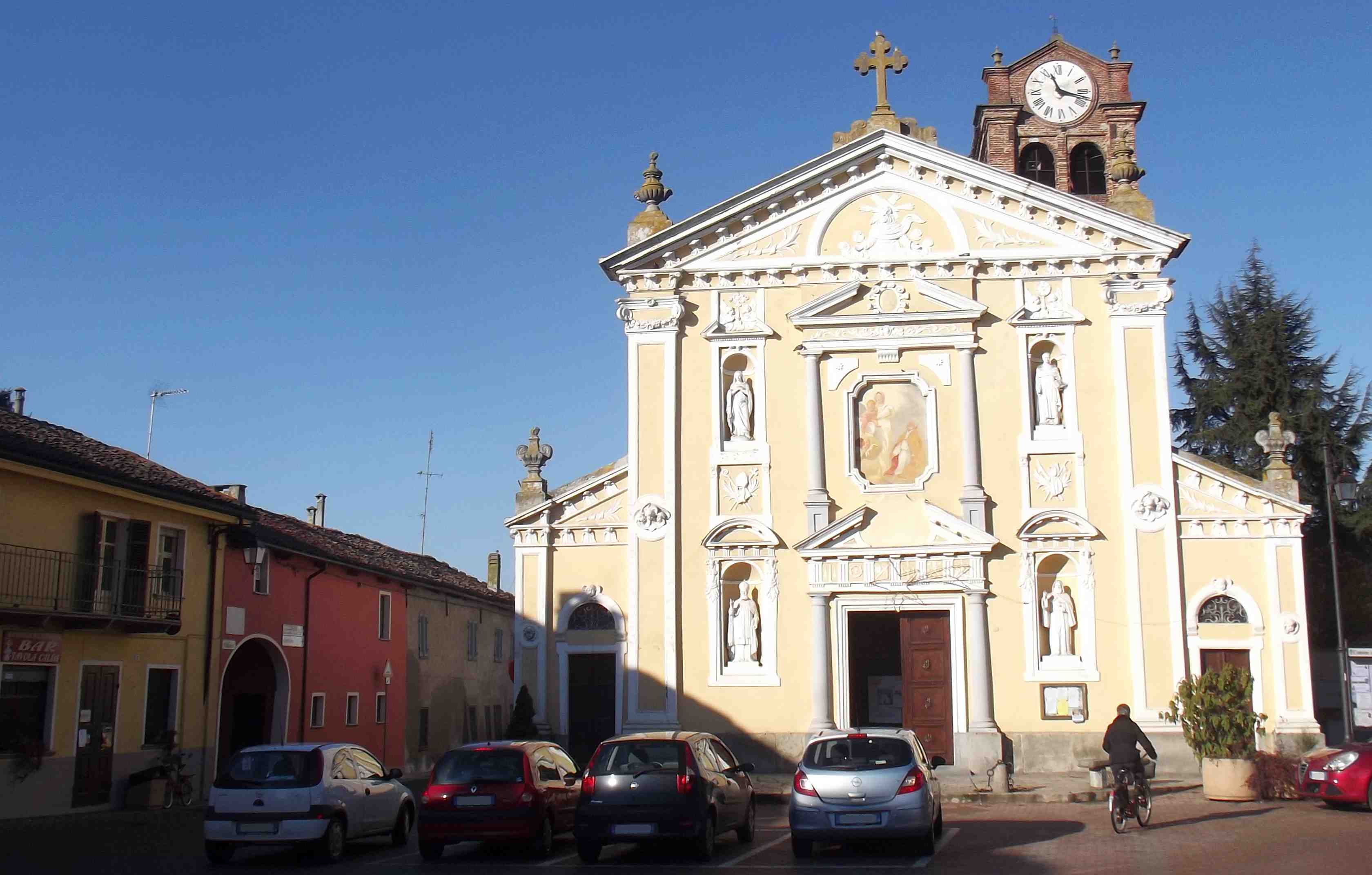
Kirche San Biagio

In einer Urkunde aus der zweiten Hälfte des 11. Jahrhunderts wurde das Dorf mit dem Namen „Faloa“ erwähnt. 1100 wurde es als „Faurea“ bezeugt. Der Ortsname lässt sich auf das lateinische FAGULA zurückführen, eine Ableitung von FAGUS, „Buche“. 
Die ersten Siedlungen stammen aus der Zeit vor dem 11. Jahrhundert und gingen auf die Sanierungsarbeiten der Mönche von San Benigno di Fruttuaria zurück. Es war im Besitz der Familie Romagnano, die auf einer bereits bestehenden Festung der Markgrafen von Busca eine Burg errichtete; Anschließend ging es an die Familie Acaia über, bevor es an die Familie Provana und schließlich an die Familie Gauteri belehnt wurde. Zum historisch-architektonischen Erbe gehört die Pfarrkirche San Biagio aus dem 17. Jahrhundert mit einem quadratischen Glockenturm aus derselben Zeit und das Schloss aus dem 14. Jahrhundert, das aus einem zentralen Backsteinblock mit zwei runden Ecktürmen besteht und ein charakteristisches Beispiel einer landwirtschaftlichen Burg im Piemont darstellt.